# Tom und der kleine Wau-Wau
Tom und der kleine Wau-Wau (Alternativtitel: Ein hungriger Kater) ist ein US-amerikanischer Zeichentrick-Kurzfilm aus dem Tom und Jerry-Franchise von Abe Levitow aus dem Jahr 1966.

## Handlung
Tom und Jerry sind in einer Holzhütte in einer verschneiten Gegend. Tom ist gerade dabei, Jerry mit Salz und Pfeffer zuzubereiten. Doch Jerry befreit sich durch den Niesreflex, den der Pfeffer auslöst. Er landet in einer Kuckucksuhr und Tom versucht ihn zu fangen, in dem er die vollen Stunden einstellt. Nach drei Versuchen erreicht ihn jedoch eine Bombe. Hier endet die Regiearbeit von Chuck Jones und der eigentliche Film beginnt nach dem Vorspann.
Nach einer Jagd enden die beiden erneut in einer Holzhütte, die von einem schlafenden  Bernhardiner bewohnt wird, der als Rettungshund fungiert. Jerry benutzt den Hund als eine Art Schutzschild. Doch Tom hat einen Plan. Er simuliert einen Unfall mit Skiern und weckt den Hund auf, der nach dem vermissten Skifahrer beginnt zu graben. Dann stürzt sich Tom auf Jerry.  Doch Tom ist zu schnell und fliegt einen Abhang herunter. Jerry weist den Bernhardiner auf den Notfall hin und dieser flößt ihm Brandy ein. Nun ist Tom betrunken und sieht mehrere Mäuse. Er jagt diese Jerrys über das Eis, kann jedoch auf Grund seines Alkoholpegels nicht dem Loch im Eis ausweichen. Er verwandelt sich direkt in einen Eisblock und wird erneut von dem Bernhardiner gerettet, der ihn wieder mit Alkohol versorgt. Er rast mit Skiern davon und knallt gegen einen Baum.
Zurück in der Hütte wärmt sich Tom am Feuer. Tom niest und bittet Jerry um ein Taschentuch. Dies ist jedoch nur ein Trick. Er schnappt sich Jerry, doch er wird vom Bernhardiner daran gehindert, der neues heißes Wasser nachfüllt und Toms Schwanz verbrennt. Er kehrt erneut zurück, schnappt sich Jerry und flieht mit diesem auf eine tropische Insel. Als er Jerry gerade essen will, fällt eine Kokosnuss auf seinen Kopf. Der Bernhardiner flößt ihm erneut Alkohol ein. Zusammen besteigen beide ein Rettungsboot und verschwinden am Horizont, während Jerry ihnen hinterherwinkt.

## Hintergrund
In Deutschland erschien der Cartoon auf den DVDs Tom und Jerry – The Classic Collection 11 (2004), Tom und Jerry – Spaß im Winter (2004), Tom und Jerry – Winterspaß (2010), Tom und Jerry – Haarsträubende Abenteuer Volume 2 (2011) und Tom und Jerry – Jagd im Schnee (2012).